# Academia de Suboficiales de la Guardia Civil

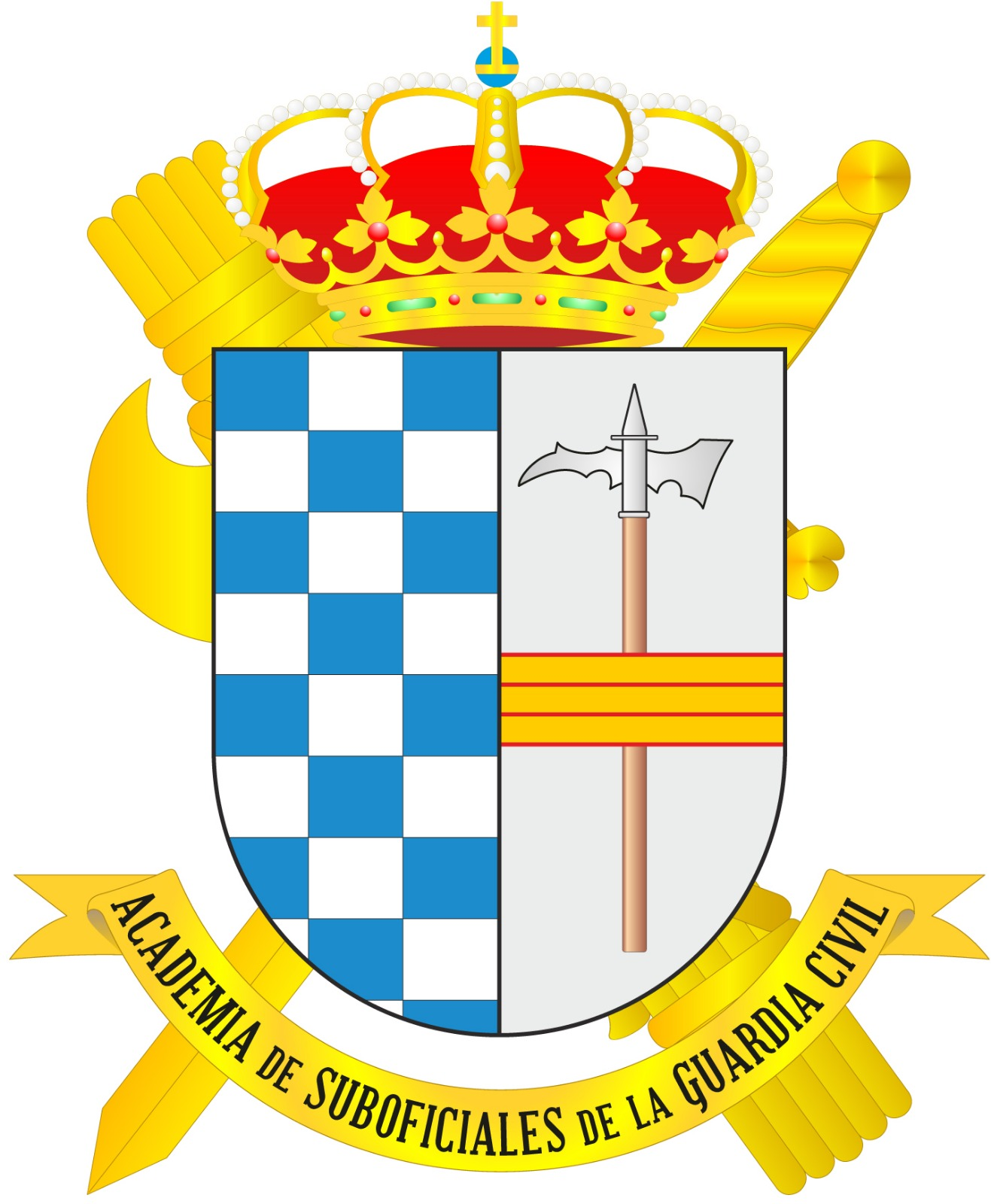

La Academia de Suboficiales de la Guardia Civil (ASGC), es un centro de formación perteneciente a la estructura docente de la Guardia Civil, situado en el municipio de San Lorenzo de El Escorial (Comunidad de Madrid), donde se imparte la enseñanza de formación de cuerpo de seguridad, técnica y militar, para la incorporación a la escala de suboficiales de la Guardia Civil.

## Historia
En julio de 1989, se ordenó la creación de la Academia de Promoción de la Guardia Civil, ubicándose la misma en la localidad de San Lorenzo de El Escorial. Estas mismas instalaciones anteriormente habían constituido otro centro de formación policial, la Academia Especial de la Policía Nacional.
Dicha Academia de Promoción surgió cómo resultado de la fusión de dos centros de formación de mandos intermedios de la época: el denominado Centro de Instrucción, donde se llevaba a cabo la formación de Oficiales y Suboficiales, y la Academia de Cabos, donde, como su propio nombre indica, se desarrollaba la formación de los Cabos del Cuerpo.
Esta nueva Academia de Promoción comenzó a funcionar de manera efectiva tan solo un mes más tarde, en septiembre de 1989, con la misión de impartir los cursos de aptitud para el ascenso a los empleos de Cabo, Sargento y Teniente.
Ocho años más tarde, en septiembre de 1997, los cursos de ascenso a Cabo y Sargento fueron trasladados a la Academia de Guardias y Suboficiales de Baeza, en la provincia de Jaén, por lo que a partir de entonces, en la Academia de Promoción de San Lorenzo de El Escorial se mantuvieron únicamente los cursos de ascenso a Teniente, que por aquel entonces, constituía el primero de los empleos correspondientes a Oficial de la Guardia Civil.
Más adelante, en 1999, la Academia de Promoción de San Lorenzo de El Escorial y la Academia Especial de la Guardia Civil, ubicada en Aranjuez y que constituía el otro centro de formación de Oficiales del Cuerpo, se unificaron y dieron lugar a la creación de la Academia de Oficiales de la Guardia Civil.
Desde entonces, bajo la dirección de un Coronel Director, dicha Academia de Oficiales constituyó una única Unidad dividida en dos secciones diferenciadas, con ubicaciones respectivas en Aranjuez y en San Lorenzo de El Escorial.
Desde septiembre de 2017, toda la enseñanza relativa a los Oficiales de la Guardia Civil, tanto por el sistema de acceso directo como por el de promoción interna, se lleva a cabo de manera exclusiva en la Academia de Oficiales de Aranjuez, reconvirtiéndose las instalaciones de San Lorenzo de El Escorial como nuevo centro docente para la formación de Suboficiales, siendo la primera vez en la historia del Cuerpo en la que existe un centro docente dedicado en exclusiva a la formación de los Suboficiales.
Esta Academia es la de más reciente creación en la Guardia Civil, pues fue oficialmente puesta en marcha en el mes de julio de 2018, siendo la XL promoción de suboficiales, la primera promoción de suboficiales formada en esta academia durante el curso 2018-2019, si bien el año anterior ya se impartió el curso para el acceso a la escala de suboficiales a la mitad de la XXXIX promoción, de forma coordinada con la Academia de Guardias de Baeza, que formó a la otra mitad y donde, hasta ese momento, se impartía esta formación.

## Forma de acceso
Anualmente el Gobierno de España aprueba una oferta de empleo público en que se determinan las plazas convocadas para la promoción a la escala de suboficiales de la Guardia Civil. El sistema selectivo es el concurso-oposición, en el que la totalidad de las plazas convocadas se reservan a la promoción profesional, en la modalidad de promoción interna, a los miembros de la escala de cabos y guardias que cuenten con una antigüedad mínima de dos años en dicha escala y que no superen dentro del año en que se publique la correspondiente convocatoria, la edad de 50 años. Para participar en los procesos de selección para cursar las enseñanzas de formación para incorporarse a la escala de suboficiales se exigen los requisitos de acceso requeridos en el Sistema Educativo Español para acceder a las enseñanzas conducentes a ciclos formativos de Formación Profesional de Grado Superior.

## Enseñanza
El total de la enseñanza en la Academia de Suboficiales de la Guardia Civil tiene una duración mínima de dos cursos académicos y una máxima de tres, e incluye entre las actividades de Instrucción y Adiestramiento, un periodo de prácticas en unidades de la Guardia Civil de hasta 20 semanas.
La enseñanza de formación para la incorporación a la escala de suboficiales busca la adquisición de las competencias profesionales necesarias, para el desempeño de los cometidos y el ejercicio de las facultades de la escala de suboficiales, mediante el desarrollo de acciones ejecutivas y las directivas que corresponden a su nivel.
Una vez superado el plan de estudios, los aspirantes acceden a la escala de suboficiales obteniendo el empleo de Sargento.

## Galones y Divisas
A los alumnos de la Academia de Suboficiales de Guardia Civil se les concede, con carácter eventual, y a los únicos efectos académicos, de prácticas y retributivos, el empleo de Sargento.
| Código OTAN | Suboficiales alumnos | Suboficiales alumnos | Suboficiales alumnos | Suboficiales alumnos |
| ----------- | -------------------- | -------------------- | -------------------- | -------------------- |
| España      | Sargento alumno      | Alumno de 2º         | Alumno de 1º         |                      |
| España      | Sargento alumno (3º) | Alumno de 2º         | Alumno de 1º         |                      |